# Passiflora foetida

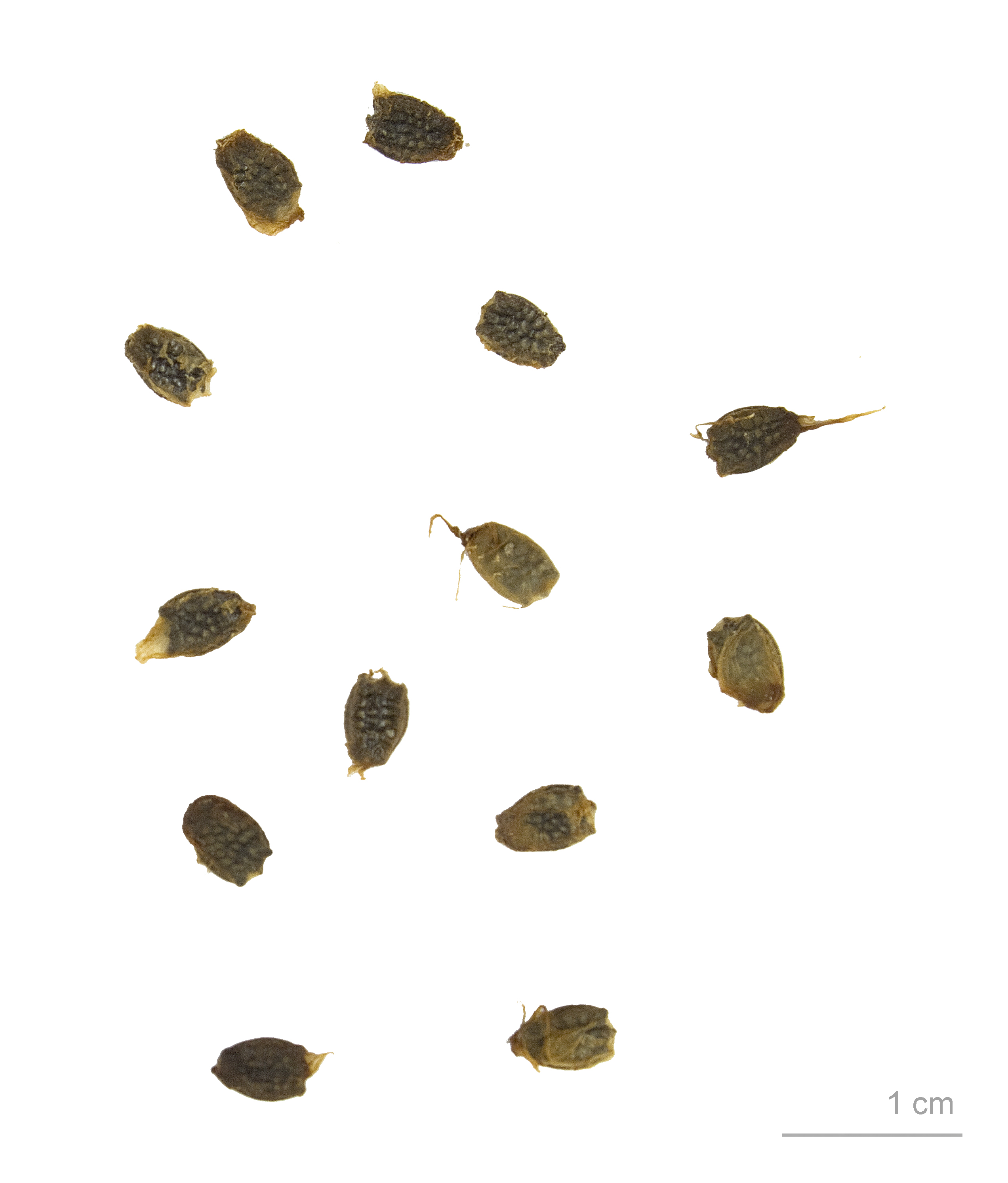
Frutos y semillas.

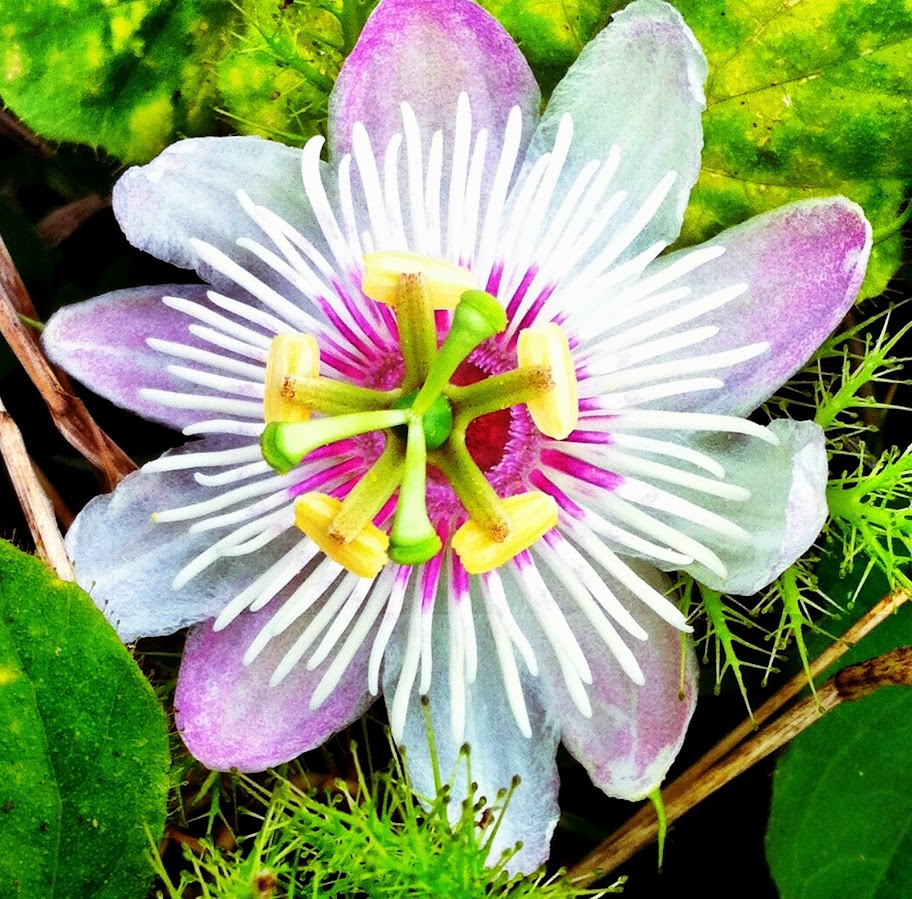
Flor, detalle.

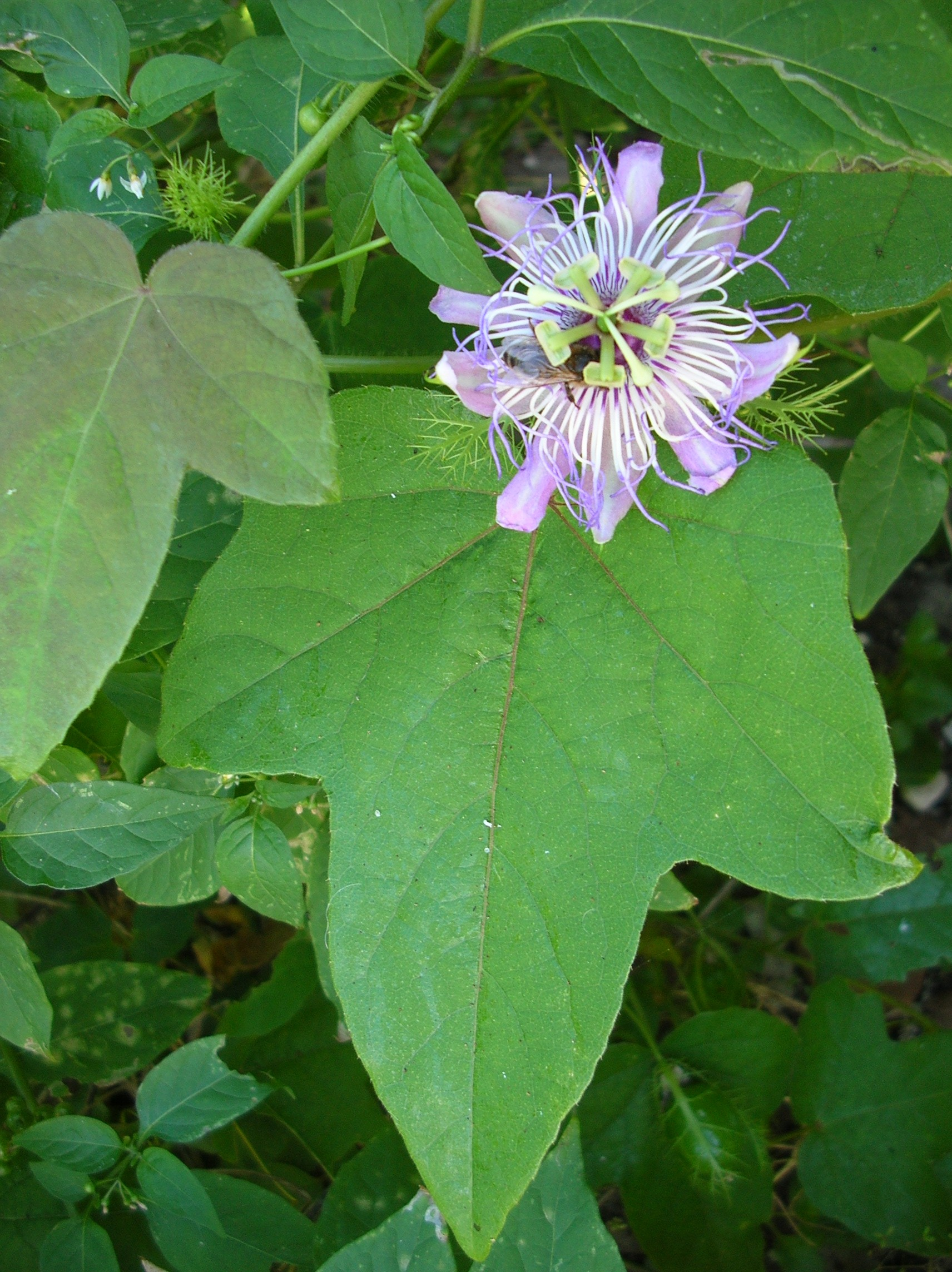
Flor y hojas.

Passiflora foetida, también conocida como mburucuyá fétido, maracuyá silvestre o parcha silvestre, es una especie de trepadora de fruto comestible. Es nativa de la parte norte de América del Sur y las Antillas. En Cuba se llama pasionaria vejigosa.
Esta planta es el alimento de las larvas de la mariposa Acraea andromacha.

## Descripción
Los tallos son finos, del tipo de la hiedra y ramificados, cubiertos con pelos amarillos pegajosos. Las hojas tienen de tres a cinco lóbulos y una melena viscosa. Emiten un olor desagradable cuando están machacadas. Las flores son de color blanco pálido o un color crema, de unos 5 a 6 cm de diámetro. 
El fruto es globoso, de unos 2 a 3 cm, amarillento anaranjado pasando a rojo cuando está maduro, y tiene numerosas semillas negras encajadas en la pulpa. Los pájaros las dispersan al ingerir el fruto. En Perú se le llama granadilla de culebra, bedoca o ñorbo hediondo.
Las brácteas de esta planta actúan como trampas para insectos, pero hasta ahora se desconoce si la planta digiere y asimila los nutrientes de los insectos atrapados o si las utiliza simplemente como mecanismo defensivo para proteger flores y fruto. Este mecanismo continúa siendo discutido e investigado entre los entusiastas de esta planta protocarnívora.
Tolera el terreno árido, pero le favorece las áreas húmedas. Se sabe que puede ser una especie invasora en algunas zonas.

## Taxonomía
Passiflora foetida fue descrita por Augustin Pyrame de Candolle y publicado en Prodromus Systematis Naturalis Regni Vegetabilis 3: 330. 1828.
Etimología
Passiflora: nombre genérico que adoptado por Linneo en 1753 y significa "flor de la pasión" (del latín passio = "pasión" y flos = "flor"), fue otorgado por los misioneros jesuitas en 1610, debido a la similitud de algunas partes de la planta con símbolos religiosos de la Pasión de Cristo, el látigo con el que fue azotado = zarcillos, los tres clavos = estilos; estambres y la corola radial = la corona de espinas.
foetida: epíteto latino que significa "con olor desagradable"
Sinonimia
- Passiflora ciliata Dryand.
- Dysosmia ciliata M.Roem.
- Dysosmia fluminensis M.Roem.
- Dysosmia foetida (L.) M.Roem.
- Dysosmia gossypifolia (Desv. ex Ham.) M.Roem.
- Dysosmia hastata (Bertol.) M.Roem.
- Dysosmia hibiscifolia (Lam.) M.Roem.
- Dysosmia nigelliflora (Hook.) M.Roem.
- Granadilla foetida (L.) Gaertn.
- Passiflora baraquiniana Lem.
- Passiflora ciliata Dryand.
- Passiflora nigelliflora Hook.
- Passiflora polyadena Vell.
- Passiflora variegata Mill.
- Passiflora vesicaria L.
- Tripsilina foetida (L.) Raf.[4]